# Neuillay-les-Bois
Neuillay-les-Bois é uma comuna francesa na região administrativa do Centro, no departamento de Indre. Estende-se por uma área de 47,63 km². Em 2010 a comuna tinha 669 habitantes (densidade: 14 hab./km²).